# Grote Prijs Raf Jonckheere 2015
De 65e editie van de Belgische wielerwedstrijd Grote Prijs Raf Jonckheere werd verreden op 27 juli 2015. De start en finish vonden plaats in Westrozebeke. De winnaar was Mike Teunissen, gevolgd door Sander Helven en Aidis Kruopis.

## Uitslag
| Grote Prijs Raf Jonckheere 2015 |                   |                             |           |
| Plaats                          | Naam              | Ploeg                       | Tijd      |
| Winnaar                         | Mike Teunissen    | Team LottoNL-Jumbo          | 3u 44' 5" |
| 2                               | Sander Helven     | Topsport Vlaanderen-Baloise | z.t.      |
| 3                               | Aidis Kruopis     | An Post-Chainreaction       | 3"        |
| 4                               | Maarten Wynants   | Team LottoNL-Jumbo          | z.t.      |
| 5                               | Timo Roosen       | Team LottoNL-Jumbo          | z.t.      |
| 6                               | Brian van Goethem | Roompot-Oranje Peloton      | z.t.      |
| 7                               | Amaury Capiot     | Topsport Vlaanderen-Baloise | 13"       |
| 8                               | Tim Declercq      | Topsport Vlaanderen-Baloise | 19"       |
| 9                               | Floris De Tier    | Topsport Vlaanderen-Baloise | 23"       |
| 10                              | Gert-Jan Bosman   | Cycling Team Jo Piels       | z.t.      |

1951 · 1952 · 1953 · 1954 · 1955 · 1956 · 1957 · 1958 · 1959 · 1960 · 1961 · 1962 · 1963 · 1964 · 1965 · 1966 · 1967 · 1968 · 1969 · 1970 · 1971 · 1972 · 1973 · 1974 · 1975 · 1976 · 1977 · 1978 · 1979 · 1980 · 1981 · 1982 · 1983 · 1984 · 1985 · 1986 · 1987 · 1988 · 1989 · 1990 · 1991 · 1992 · 1993 · 1994 · 1995 · 1996 · 1997 · 1998 · 1999 · 2000 · 2001 · 2002 · 2003 · 2004 · 2005 · 2006 · 2007 · 2008 · 2009 · 2010 · 2011 · 2012 · 2013 · 2014 · 2015 · 2016 · 2017 · 2018 · 2019 · 2020 · 2021 · 2022